# Daix
Daix é uma comuna francesa na região administrativa da Borgonha-Franco-Condado, no departamento de Côte-d'Or. Estende-se por uma área de 11,81 km². Em 2010 a comuna tinha 1 539 habitantes (densidade: 130,3 hab./km²).